# Dunaj
Dunaj (nemško Wien; imena v drugih jezikih navedena spodaj), je prestolnica Avstrije, največje in najpomembnejše avstrijsko mesto in ima status ene izmed avstrijskih zveznih dežel, ki jo ozemeljsko v celoti obkroža zvezna dežela Spodnja Avstrija. Dunaj ima približno 2 milijona prebivalcev (več kot 3 M. v velemestnem območju) in je kulturno, gospodarsko in politično središče Avstrije. Po številu prebivalcev znotraj ožjih mestnih meja je na desetem mestu v Evropski uniji. Do začetka 20. stoletja je bil največje nemško govoreče mesto in je do razpada Avstro-Ogrske po koncu prve svetovne vojne imel več kot 2 milijona prebivalcev. Danes za Berlinom zaseda drugo mesto med nemško govorečimi mesti. Dunaj gosti številne mednarodne organizacije, med drugimi Organizacijo Združenih narodov za industrijski razvoj (UNIDO), Organizacijo držav izvoznic nafte (OPEC), Mednarodno agencijo za jedrsko energijo (IAEA) in druge. Mesto leži v severovzhodnem delu Avstrije, v bližini meja s Češko, Slovaško in Madžarsko. Te regije skupaj tvorijo t. i. evropsko centropa obmejno regijo. Skupaj z bližnjo Bratislavo Dunaj oblikuje metropolitansko območje z več kot tremi milijoni ljudi. Leta 2001 je bilo mestno jedro Dunaja uvrščeno na Unescov seznam svetovne dediščine. Že prej je bila tam cesarska palača Schoenbrunn, ki stoji v parku na robu mesta.
Dunaj je sedež več pomembnih znanstvenih in izobraževalnih ustanov, predvsem dunajske Univerze, ki je ena izmed dveh najstarejših univerz severno od Alp, Konservatorija, Tehniške univerze ter več drugih javnih in zasebnih visokih šol in univerz, Avstrijske akademije znanosti, kakor tudi rimskokatoliške nadškofije in metropolije (ene izmed dveh v Avstriji) pod vodstvom kardinala. 100 let je bil tudi sedež Avguštineja, cesarske vojaške akademije itd. 
Poleg tega, da ga zaradi glasbene dediščini imenujejo mesto glasbe, imenujejo Dunaj tudi mesto sanj, saj je bil dom prvemu psihoanalitiku, Sigmundu Freudu. Začetki mesta segajo v čas zgodnjih keltskih in rimskih naselbin (gl. Vindobona), ki so se skozi čas preobrazile v srednjeveško in baročno mesto, prestolnico avstro-ogrskega cesarstva. Znan je po svoji ključni vlogi kot evropsko glasbeno središče, in to od časov dunajske klasike do zgodnjega 20. stoletja. Zgodovinsko jedro mesta je bogato z arhitekturnimi pomniki, vključujoč baročne gradove in vrtove. Ponaša se z znamenito Ringstrasse iz poznega 19. stoletja, ob kateri stojijo velika, večinoma javna poslopja (muzeji, parlament, Dvorna poslopja, ministrstva), spomeniki in parki.
V študiji iz leta 2005, kjer so primerjali 127 svetovnim mest, je časnik Economist Dunaj skupaj s kanadskim Vancouvrom postavil na prvo mesto po kvaliteti  življenja. Leta 2012 je med 140 mesti zasedel drugo mesto, za avstralskim Melbournom. Svetovalna hiša Mercer je v svojih primerjavah kvalitete življenja med stotinami svetovnimi mest Dunaj na prvo mesto postavila šest zaporednih let (2009–2014).
Mesto je v letih 2007 in 2008 zasedlo tudi prvo mesto po kulturi inovacij, in peto v svetu (med 256 mesti) v Indeksu inovacijskih mest iz leta 2011; indeks je zajemal 162 kazalcev iz treh področij: kultura, infrastruktura in tržišča. Dunaj redno gosti konference s področja mestnega planiranja, pri čemer pogosto služi za zgled načrtovalcem mestnega razvoja po vsem svetu. Med letoma 2005 in 2010 je Dunaj zasedal položaj številke ena med gostitelji mednarodnih kongresov in srečanj. Dunaj vsako leto pritegne tudi preko 12 milijonov turistov.
Poleg tega, da je Dunaj priljubljen turistični cilj in prestolnica sosednje države, je Dunaj za Slovence pomemben kot nekdanja prestolnica, ki so ji s svojim delovanjem dali pečat tudi številni Slovenci. Kot ključni študijski center za naše kraje je ob koncu 19. stoletja pritegoval glavnino naših tedaj bodočih kulturnikov in intelektualcev, ki so tam preživeli nekaj let, nekateri pa so ostali tudi desetletja ali vse življenje; med njimi so Ivan Grohar, Ivan Cankar, Jože Plečnik in Maks Fabiani.

## Imena
Ime antične (rimske) naselbine na področju današnjega Dunaja je bilo Vindobona. Zaradi velikega pomena mesta tako v preteklosti kot sedanjosti in dejstva, da je bilo dolgo časa prestolnica večnacionalne države Avstro-Ogrske, ima mesto v evropskih jezikih precej različnih imen, ki pa so v glavnem različice dveh poimenovanj: večinsko po rečici Wien, ki se tam izliva v Donavo in redkejše po madžarski besedi za mesto (Bécs), samó slovensko ime Dunaj za mesto je edinstveno:
- Wien (nemško, dansko, švedsko, finsko)
- Wean (bavarsko)
- Vienna (angleško, italijansko, norveško, jidiš)
- Viena (špansko, romunsko, katalonsko, okcitansko, baskovsko, litovsko)
- Vienne (francosko)
- Viene (furlansko)
- Vieno (esperanto)
- Vindobona (latinsko)
- Dunaj (slovensko poimenovanje mesta po reki Donavi, je edinstveno)
- Beč (srbsko, hrvaško, bosansko)
- Bécs (madžarsko)
- Beciu (romunsko)
- Bech (romsko)
- Vídeň (češko)
- Viedeň (slovaško)
- Wiedeń (poljsko)
- Відень (ukrajinsko)
- Венa (Vjena) (rusko, belorusko)
- Виена (Viena) (bolgarsko)
- Wenen (nizozemsko)
- Vīne (latvijsko)
- Viin (estonsko)
- Vín/Vínarborg (islandsko)
- Βιέννη (grško)
- Vjena/Vjenë (albansko)
- Viyana (turško)

itd.
Poimenovanje Beč je bilo v rabi tudi v starejši knjižni slovenščini. Nekoč je bilo v splošni rabi na Štajerskem,  še danes pa ga uporabljajo v Prekmurju.

## Zgodovina
Dunaj je bil kot keltsko mesto ustanovljen okoli leta 500 pr. n. št. (pod keltsko-romanskim imenom Vedunia). Leta 15 pr. n. št. je postal mejno mesto Vindobona, ki je pomagalo varovati Rimsko cesarstvo pred vdori germanskih plemen s severa. V srednjem veku je postalo najprej sedež babenberške, zatem pa še habsburške rodbine in s slednjo sedež svetega rimskega cesarstva ter Habsburške monarhije. V 16. in 17. stoletju so bili vdori osmanskih Turkov dvakrat ustavljeni prav pred Dunajem (glej prvo in drugo obleganje Dunaja). Leta 1815 je Dunaj gostil dunajski kongres, ki je začrtal državne meje v Evropi po porazu Napoleona pri Waterlooju.
Leta 1922 je postal deveta avstrijska zvezna dežela. Status prestolnice je izgubil leta 1938 po priključitvi Avstrije Tretjemu rajhu. Med zavezniškimi letalskimi napadi v drugi svetovni vojni je bil Dunaj močno bombardiran in porušen. Ob koncu vojne je mesto zavzela Sovjetska zveza. Po njej ga je Zavezniški nadzorni svet razdelil na štiri cone (podobno kot Berlin) in v naslednjem desetletju je Dunaj postal žarišče vohunske dejavnosti med vzhodnim blokom ter Zahodno Evropo.

## Geografija
Dunaj leži v severovzhodnem delu Avstrije, na skrajnem vzhodnem delu Alp, v Dunajski kotlini. Najstarejše naselje na mestu današnjega notranjega mesta je bilo južno od Donave, ob pritoku reke Wien, medtem ko se mesto zdaj razteza na obeh straneh reke Donave in je največje mesto ob tej evropski reki. Nadmorska višina se giblje od 151 do 542 m. Mesto ima skupno površino 414,65 kvadratnih kilometrov, in po površini največje mesto v Avstriji.
Deset mostov čez Donavo (ceste, železnice, podzemna železnica, pešci) povezuje mestno območje na levi in desni strani Donave, sedem (vključno z dvema plovnima kanaloma) povezuje levi breg Donave preko Nove Donave z Donavskim otokom, 35 mostov (kot tudi jez in ene zapornice) se pne nad Donavskim kanalom.
Med zanimivimi mostovi so: železniški Winterhafenbrücke, cestna Reichsbrücke in Marienbrücke.

### Demografija
Zaradi industrializacije in preseljevanja iz drugih delov cesarstva se je prebivalstvo Dunaja v času prestolnice Avstro-Ogrske (1867–1918) močno povečalo. Leta 1910 je imel Dunaj več kot dva milijona prebivalcev in je bil tretje največje mesto v Evropi po Londonu in Parizu. Na začetku 20. stoletja je bil Dunaj mesto z drugim največjim češkim prebivalstvom na svetu (po Pragi). Po prvi svetovni vojni se je veliko Čehov in Madžarov vrnilo v svoje domovine, kar je povzročilo upad dunajskega prebivalstva. Po drugi svetovni vojni so Sovjeti izrabili nasilno vrnitev kvalificiranih delavcev češkega, slovaškega in madžarskega porekla v rodne dežele za zagon gospodarstva v nastajajočem sovjetskem bloku.
Pod nacističnim režimom so nacistične sile v koncentracijskih taboriščih deportirale in umorile 65.000 Judov; približno 130.000 jih je pobegnilo.
Do leta 2001 je 16 % prebivalcev Avstrije imelo državljanstva, ki niso bili Avstrijci, skoraj polovica jih je bila iz nekdanje Jugoslavije; naslednja najštevilnejša narodnost na Dunaju so bili Turki (39.000, 2,5 %), Poljaki (13.600, 0,9 %) in Nemci (12.700, 0,8 %).
Od leta 2012 je uradno poročilo Statističnega urada Avstrije pokazalo, da ima več kot 660.000 (38,8 %) dunajskega prebivalstva popolnoma ali delno migrantsko poreklo, večinoma iz nekdanje Jugoslavije, Turčije, Nemčije, Poljske, Romunije in Madžarske.

## Gospodarstvo
Dunaj je ena najbogatejših regij v Evropski uniji: njegov bruto regionalni proizvod v višini 47.200 EUR na prebivalca je predstavljal 25,7 % avstrijskega BDP v letu 2013 in je znašal 159 % povprečja v EU. Mesto je od leta 2012 izboljšalo svoj položaj na lestvici ekonomsko najmočnejših mest, ki je leta 2015 dosegel deveto mesto na seznamu.
Storitveni sektor je s 85,5-odstotnim deležem v bruto dodani vrednosti najpomembnejši gospodarski sektor na Dunaju. Industrija in trgovina imata 14,5 % deleža v bruto dodani vrednosti, primarni sektor (kmetijstvo) ima 0,07 % delež in ima zato majhno vlogo pri lokalni dodani vrednosti. Vendar imata pridelava in pridelava vin znotraj mestnih meja visoko družbeno-kulturno vrednost. Najpomembnejši poslovni sektorji so trgovina (na Dunaju 14,7 % dodane vrednosti), znanstvene in tehnološke storitve, nepremičninske in stanovanjske dejavnosti ter proizvodnja blaga. Leta 2012 je prispevek Dunaja k odhodnim in prihodnjim neposrednim tujim naložbam Avstrije znašal približno 60 %, kar kaže na vlogo Dunaja kot mednarodnega vozlišča za domača in tuja podjetja.
Od padca železne zavese leta 1989 je Dunaj razširil svoj položaj vstopa v Vzhodno Evropo: 300 mednarodnih podjetij ima svoj sedež za vzhodno Evropo na Dunaju in v njegovi okolici. Med njimi so Hewlett Packard, Henkel, Baxalta in Siemens. Podjetja na Dunaju imajo obsežne stike in kompetence pri poslovanju z Vzhodno Evropo zaradi zgodovinske vloge mesta kot središča Habsburškega cesarstva. Število mednarodnih podjetij na Dunaju še vedno narašča: leta 2014 159 in 2015 je na Dunaju ustanovilo 175 mednarodnih podjetij.
Od leta 2004 na Dunaju ustanovijo približno 8300 zagonskih podjetij vsako leto. Večina teh podjetij deluje na področjih industrijsko usmerjenih storitev, trgovine na debelo ter informacijskih in komunikacijskih tehnologij ter novih medijev. Dunaj si prizadeva, da bi se uveljavil kot zagonsko vozlišče. Od leta 2012 mesto gosti vsakoletni Pionirski festival, največji zagonski dogodek v Srednji Evropi z 2500 mednarodnimi udeleženci, ki se odvija v palači Hofburg. Tech Cocktail, spletni portal za zagonsko sceno, je Dunaj uvrstil na šesto mesto med desetimi najboljšimi zagonskimi mesti po vsem svetu.

## Znamenitosti mesta
Glavne turistične znamenitosti so večinoma ob Ringu: cesarski palači Hofburg s Cesarsko zakladnico (Schatzkammer), knjižnico, dvorano za nastope lipicancev, stavba Parlamenta, mestna hiša (Rathaus). Na robu jedra, v parku in prostoru zabavišč, v Pratru, je dunajsko vrteče kolo Riesenrad. Med cerkvami izstopa gotska stolnica, posvečena sv. Štefanu, umetnini sta baročni Karlova in Petrova cerkev. Izven jedra je v parku baročni Schönbrunn. V istem parku je tudi najstarejši živalski vrt na svetu, ''Tiergarten Schönbrunn'').   
Kulturni poudarki vključujejo Burgtheater, Dunajsko državno opero (Wiener Staatsoper), Dunajsko filharmonijo (Wiener Philharmoniker), Koncertno hišo (Konzerthaus), Hišo glasbe (Haus der Musik) in pozlačeni spomenik Johannu Straussu (Johann Strauss Denkmal), Albertino (muzej z več zbirkami), lipicanske konje v Španski jahalni šoli (Spanische Hofreitschule), pevski zbor Dunajski dečki. Dunajsko obrobje ima vinorodno okrožje (bezirk) Döbling.
V mestu je tudi več kot 100 umetnostnih in zgodovinskih muzejev, ki skupaj vsako leto privabijo več kot osem milijonov obiskovalcev. Med najbolj priljubljenimi so Albertina, Belvedere, Leopold Museum v muzejski četrti (Museumsquartier), KunstHausWien, BA-CA Kunstforum, nasproti si stoječa dvojčka Kunsthistorisches Museum (Umetnostno-zgodovinski muzej) in Naturhistorisches Museum, ter tehnični muzej (Technisches Museum Wien), od katerih vsakega letno obišče več kot četrt milijona obiskovalcev.
Priljubljene so tudi točke, povezane s skladatelji, ki so živeli na Dunaju: več prebivališč Ludwiga van Beethovna in njegov grob na osrednjem pokopališču (Zentralfriedhof), ki je tudi dunajsko največje pokopališče ter poslednje bivališče številnih slavnih oseb. Mozartu je posvečen spomenik pri Hofburgu (pokopališče st. Marx), v katerega bližini naj bi bil pokopan. Množica dunajskih cerkva prav tako privlači množice, predvsem pa Stolnica sv. Štefana, Cerkev tevtonskega reda (Deutschordenskirche), Jezuitska cerkev (Jesuitenkirche), Karlova cerkev (Karlskirche), Petrova cerkev (Peterskirche), Maria am Gestade, Minoritska cerkev (Minoritenkirche), Rupretova cerkev (Ruprechtskirche), Škotska cerkev (Schottenkirche), Cerkev sv. Ulrika in Votivna cerkev (Votivkirche).
Sodobne znamenitosti so Hundertwasserjeva hiša, Center Združenih narodov in razgledni stolp Donauturm.
- Neue burg, glavna fasada najnovejšega dela dvorca Hofburg
- Albertina
- Zgradba avstrijskega parlamenta
- Palača Belvedere
- Graben
- Umetnostni muzej (Kunsthistorisches Museum)
- Muzej narodne zgodovine (Naturhistorisches Museum)
- Palača Augarten
- Dunajska mestna hiša
- Španska jahalna šola
- Stolnica svetega Štefana
- Štefanov trg (Stephansplatz)
- Tipično poslopje dunajske secesije
- Dunajska državna opera
- Zabaviščno kolo v Praterju

### Unescova svetovna dediščina na Dunaju
Zaradi svoje bogate zgodovine je staro mestno jedro Dunaja vpisano v Unescove svetovne dediščine, poleg tega pa posebej tudi palača in vrtovi dvorca Schönbrunn.
Dunaj je bil leta 2017 premeščen na seznam Unescove svetovne dediščine v nevarnosti. Glavni razlog je bil načrtovan razvoj visokih stolpnic. Mestna socialdemokratska stranka je leta 2019 načrtovala gradnjo 6500 kvadratnih metrov velik kompleks. Načrt vključuje 66,3 metrov visok stolp, ki so ga zaradi nasprotovanja zmanjšali s 75 metrov. Unesco je menil, da projekt »ne izpolnjuje v celoti prejšnjih odločitev odbora, zlasti glede višine novih gradenj, kar bo negativno vplivalo na izjemno univerzalno vrednost območja«. Unesco je določil omejitev za višino gradnje v centru mesta do 43 metrov.

## Okrožja in rast mesta
Mesto sestavlja 23 mestnih okrožij ali četrti (nem. Gemeinde-Bezirke):
1. Innere Stadt (notranje okrožje) je staro mesto oziroma center mesta z množico zgodovinskih znamenitosti in sorazmerno maloštevilnim prebivalstvom.
2. Leopoldstadt je lociran na otoku med Donavo in Donavskim kanalom, z najbolj prometno dunajsko točko Praterstern in zabaviščnim parkom Prater.
3. Landstraße je na desni strani Donavskega kanala in vključuje palačo Belvedere z vrtovi in botanični vrt. Pojmuje se kot diplomatska četrt.[40]
4. Wieden je manjše okrožje južno od mestnega središča. Skupaj s prvim se pojmuje kot najbolj elegantno okrožje.[40]
5. Margareten se je od okrožja Wieden ločilo leta 1861.
6. Mariahilf je manjše okrožje na glavni nakupovalni ulici na poti k zahodni železniški postaji (Westbahnhof).
7. Neubau je manjše okrožje na glavni nakupovalni ulici na poti k zahodni železniški postaji, ki vključuje tudi Muzejsko četrt (Museums Quarter), veliki muzejski kompleks.
8. Josefstadt je manjše okrožje blizu mestne hiše, parlamenta in dunajske univerze. Okrožje vodilnega osebja. [40]
9. Alsergrund je območje splošnih bolnišnic in vključuje tudi bivališče Sigmunda Freuda. Tudi akademsko okrožje.[40]
10. Favoriten je v južnem delu Dunaja, ima največje število prebivalcev, novo glavno železniško postajo in mestne termalne vrelce. Okrožje delavcev, upokojencev in stanovalci blokov.[40]
11. Simmering je na desni strani Donavskega kanala in vključuje tudi osrednje pokopališče. Okrožje delavcev, upokojencev in stanovalci blokov.[40]
12. Meidling je na južnem bregu reke Wien. Okrožje delavcev, upokojencev in stanovalci blokov.[40]
13. Hietzing je na južnem bregu reke Wien in vključuje palačo Schönbrunn.
14. Penzing je na severni strani reke Wien in se je iz Hietzinga izločil leta 1938. Vključuje tudi cerkev Otta Wagnerja Am Steinhof.
15. Rudolfsheim-Fünfhaus je na severni strani reke Wien. Do leta 1938 je bil sestavljen iz 14. in 15. okrožja in se je imenoval Westbahnhof. Okrožje delavcev, upokojencev in stanovalci blokov.[40]
16. Ottakring je na zahodnem obrobju in vključuje tradicionalno dunajsko pivovarno.
17. Hernals je na severozahodnem obrobju Dunaja.
18. Währing je na severozahodnem obrobju Dunaja in vključuje osrednji metereološki inštitut.
19. Döbling je na severnem obrobju in vključuje klasični predel Heurigen ter znamenito Döblinško gimnazijo.
20. Brigittenau je na istem otoku kot Leopoldstadt in se je od njega ločil leta 1900.
21. Floridsdorf je na levem bregu Donave in vključuje industrijska področja. Je skrajni severni del Dunaja.
22. Donaustadt je na levem bregu Donave in je po površini največje mestno okrožje. Vključuje UN City (palačo Združenih narodov) in največjo konferenčno dvorano na Dunaju.
23. Liesing je skrajno južno okrožje in vsebuje industrijska področja.

Poštne številke izdajajo tudi okrožje posameznega naslova: 1XXA - 1 za Dunaj, XX številka okrožja, A je številka poštnega urada, običajno nič. Primer: 1070 za Neubau. Izjeme so 1300 za letališče blizu Schwechata, 1400 za kompleks Združenih narodov, 1450 za avstrijski dunajski center in 1500 za avstrijske sile pod okriljem OZN.
Številčenje do neke mere sledi časovnici vključevanja okrožij v mesto Dunaj:
- prvo okrožje z mestnim središčem je bilo do leta 1850 bolj ali manj celotno mesto;
- okrožja 2–9 (in 20, ki se je 1900 izločilo iz drugega), so nastala 1850 in so znana pod imenom Innenbezirke (notranja okrožja) in so sestavljena iz nekdanjih predmestij (Vorstädte), ki so ležala znotraj Linienwall, zunanjega obrambnega obroča okoli Dunaja;
- Ostala okrožja, vključena v mesto med letoma 1874 in 1938, večinoma 1892, so znana kot Außenbezirke (zunanja okrožja) in so bivša Vororte. Med Hutteldorfom in Döblingom poteka predmestna Vorortelinie (mestna linija S 45), ki poteka skozi mostove, predore in preko postaj, ki jih je v art nouevau stilu oblikoval arhitekt Otto Wagner.[40]

## Znanost in kultura
- Avstrijska akademija znanosti (Österreichische Akademie der Wissenschaften)
- Univerza na Dunaju (Universität Wien - Alma Mater Rudolphina)
- Tehniška univerza Dunaj (Technische Universität Wien)
- Wirtschaftsuniversität Wien (Ekonomsko-poslovna unverza)
- Universität für Bodenkultur Wien, Medicinska univerza in Veterinarsko-medicinska univerza
- Konservatorium Wien (Dunajski konservatorij)
- Central European University-centralnoevropska univerza (financer George Soros-preseljena na Dunaj iz Budimpešte)
- Univerza za glasbo in uprizoritvene umetnosti Dunaj (Universität für Musik und darstellende Kunst Wien)
- Univerza za uporabne umetnosti (Universität für angewandte Kunst Wien)
- Akademija za likovno umetnost (Akademie der bildenden Künste Wien)
- Burgtheater, Dunaj
- Dunajska državna opera (Wiener Staatsoper)
- Dunajska filharmonija (Wiener Philharmoniker)
- Koncertna hiša (Konzerthaus)
- Hiša glasbe (Haus der Musik)
- Musikverein Wien
- Albertina (muzej)
- Umetnostnozgodovinski muzej  (Kunsthistorisches Museum)
- Naravoslovni/Prirodoslovni muzej (Naturhistorisches Museum Wien)
- Kunsthalle
- Leopold Museum
- Museum moderner Kunst Stiftung Ludwig Wien ("mumok")
- Architekturzentrum Wien
- Kunstforum

Pomembne kulturne ustanove, ki so v preteklosti delovale na Dunaju:
- Avguštinej, bogoslovni inštitut
- Dvorna biblioteka, zdaj Avstrijska narodna knjižnica

## Slovenci in Slovenke na Dunaju
- škof Jurij Slatkonja
- bibliotekar in jezikoslovec Jernej Kopitar
- jezikoslovec Fran Miklošič
- pisatelj Ivan Cankar
- arhitekt Maks Fabiani
- arhitekt Jože Plečnik
- arhitekt Boris Podrecca
- čebelar Anton Janša
- fizik Jožef Stefan
- pravnik in minister Ivan Žolger
- jezikoslovka, literarna in kulturna zgodovinarka univ. prof. (Tit. A.o. Prof.) Katja Sturm-Schnabl
- članice in člani Kluba slovenskih študentov in študentk na Dunaju (klub koroško slovenskih študentov in študentk).

Slovenski duhovniki so se pogosto šolali v Avguštineju (latinsko Augustineum), ki je bil v času Avstro-Ogrske znan dunajski bogoslovni inštitut.

## Pobratena mesta
| - Beograd, Srbija - Bratislava, Slovaška - Budimpešta, Madžarska - Brno, Češka - Kijev, Ukrajina - Ljubljana, Slovenija - Tabriz, Iran (od 2009) |  | - Carigrad, Turčija (od 2007) - Tunis, Tunizija - Moskva, Rusija - Tel Aviv, Izrael - Varšava, Poljska (od 2001) - Zagreb, Hrvaška (od 1994) |

Dunaj ima uradne odnose še z Nišem v Srbiji; posamezna mestna okrožja so pobratena še z japonskimi okrožji v Tokiu in Osaki ter mestoma Gifu in Takarazuka. Poleg tega je okrožje Leopoldstadt pobrateno z newyorškim Brooklynom.

### Uradne strani
- Wien.gv.at – Uradna mestna stran z interaktivnim zemljevidom
- Wien.info – Uradna stran turistične zveze z dogodki, znamenitostmi, kulturnimi informacijami itn.
- Seznam veleposlaništev na Dunaju Arhivirano 2006-01-13 na Wayback Machine.; Veleposlaništvo Republike Slovenije na Dunaju
- Informacije o Dunaju in centrop državah Arhivirano 2015-01-20 na Wayback Machine.
- Geschichtewiki.wien.gv.at - Wiki o dunajski zgodovini

### Slike in video gradivo o Dunaju
- Glavne znamenitosti Arhivirano 2015-04-27 na Wayback Machine. (v slovenščini)
- Nočne sike Dunaja (very-bored.com)
- Fotografije Dunaja (zoomvienna.com) Arhivirano 2013-10-25 na Wayback Machine.
- Fotografije Dunaja (europe61.com) Arhivirano 2015-01-20 na Wayback Machine.
- PhotoGlobe Vienna – zbirka z lokacijo opremljenih slik
- Vienna. Pleasure and Melancholy Fotografije Dunaja  (willypuchner.com)
- Panoramske slike Dunaja (wienkultur.info)
- 360° vitualni pogled na Dunaj Arhivirano 2012-03-28 na Wayback Machine. (VRVienna.com)
- Dunajski božični semenj Arhivirano 2010-02-19 na Wayback Machine. "Wiener Christkindlmarkt" (butkaj.com)
- Dunajske fotografije znamenitosti Arhivirano 2010-02-19 na Wayback Machine. (butkaj.com)
- Wien Gigapixel Panorama (12.000 Megapixel)
- Josef Hoffmann and the Wiener Werkstaette, WOKA VIDEO 1995, Screenwriter and director Wolfgang Karolinsky 40 min na YouTubu

### Zgodovina Dunaja
- Hundreds of articles on historical buildings of Vienna: Churches, Palaces, Art, Culture and History of Vienna
- Židje na Dunaju (iz Encyclopaedia Judaica, 1971) Arhivirano 2014-06-06 na Wayback Machine..
- Nemški protiletalski stolpi na Dunaju Arhivirano 2014-04-17 na Wayback Machine.
- zgodovina: grb in razvoj okrožij

### Ostale informacije o Dunaju
- Informacije o dunaju, po kategorijah, v petih jezikih
- Dogodki na Dunaju
- in informacije[mrtva povezava]